# Albrecht Wilhelm Roth
Albrecht Wilhelm Roth (6 de enero de 1757, Dötlingen-16 de octubre de 1834, Vegesack) fue un médico y naturalista alemán, natural de Dötlingen, Alemania.

## Biografía
Estudia medicina en las Universidades de Halle y de Erlangen, donde se doctora en 1778.
Luego trabaja en la práctica de la medicina en Dötlingen, y pronto se relocaliza en Bremen-Vegesack.
Roth es recordado por sus influyentes publicaciones científicas, particularmente en el campo de la Botánica. Sus investigaciones y escritos botánicos llamaron la atención de Johann W. von Goethe (1749-1832), quien recomienda a Roth para un cargo en el Instituto Botánico de la Universidad de Jena. Dos de sus más conocidas obras fueron Tentamen florae germanica, un tratado sobre la flora germana, y Novae plantarum species praesertim Indiae orientali, un texto sobre la flora de India. Esta última obra se basó largamente en los especímenes botánicos recolectados por el misionero moravo Benjamin Heyne (1770-1819).

## Algunas publicaciones
- Verzeichniss derjenigen Pflanzen, welche nach der Anzahl und Beschaffenheit ihrer Geschlechtstheile nicht in den gehörigen Klassen und Ordnungen des linneischen Systems stehen. Richter, Altenbourg, 1781
- Beyträge zur Botanik. Ed. G.L. Förster, Bremen, dos vols. 1782-1783
- Botanische Abhandlungen und Beobachtungen. Ed. J.J. Winterschmidt,, Nuremberg 1787
- Tentamen florae germanicae. Ed. J.G. Müller, Leipzig, tres tomos en cuatro vols. 1788-1800
- `Catalecta botanica quibus plantae novae et minus cognitae describuntur atque illustrantur ab Alberto Guilielmo Roth. Ed. J.G. Müller, Leipzig, tres vols. El tercer volumen sobre algas fue de la pluma de Franz C. Mertens), 1797-1806, que también lo ilustró
- Neue Beyträge zur Botanik. Ed. F. Wilman, Fráncfort del Meno. 1802
- Novae plantarum species praesertim Indiae orientalis, 1821
- Enumeratio plantarum phaenogamarum in Germania sponte nascentium, 1827
- Manuale botanicum peregrinationibus botanicis accomodatum. Sive prodromus enumerationis plant. phaenogam. Ed. Hahn, Leipzig, tres vv. 1830

## Honores

### Eponimia
Género botánico
- Rothia Pers. 1806 de la subfamilia Faboideae fue nombrado en su honor.

- La abreviatura «Roth» se emplea para indicar a Albrecht Wilhelm Roth como autoridad en la descripción y clasificación científica de los vegetales.[3]